# Paracles pectinalis
Paracles pectinalis är en fjärilsart som beskrevs av Jones 1908. Paracles pectinalis ingår i släktet Paracles och familjen björnspinnare. Inga underarter finns listade i Catalogue of Life.